# Karasumi
Karasumi (唐墨, 鱲子/ カラスミ)  là một loại thực phẩm được làm bằng cách ướp muối trứng cá đối và phơi khô dưới ánh nắng mặt trời. Một giả thuyết cho rằng nó có tên giống như những khối sumi (khối mực) được nhập khẩu từ Trung Quốc (Kara) và được sử dụng trong thư pháp Nhật Bản .  Karasumi là một món ngon đắt tiền và nó được ăn trong thưởng thức rượu sake . Nó là một phiên bản tương tự của món ăn Bottarga đến từ Địa Trung Hải, với hương vị dịu nhẹ hơn.
Đây là món ăn đặc sản của thành phố Nagasaki và cùng với trứng nhím biển và Konowata là một trong "ba loại chinmi của Nhật Bản".
Tại Đài Loan có vùng Đông Cảng là thị trấn  chuyên phục vụ món ngon này. Nghề đánh bắt cá đối ở Đài Loan có thể bắt nguồn từ khi hòn đảo này nằm dưới sự cai trị của thực dân Hà Lan .